# División de Fuerzas Especiales de Policía
La División de Fuerzas Especiales de Policía de la Policía Nacional Civil de Guatemala es la unidad policial en Guatemala encargada de realizar operaciones especiales.

## Funciones
a) Apoyar al Subdirector General de Operaciones en la especialidad correspondiente;
b) Constituir una reserva operativa institucional para aquellos problemas que afectan el Orden
y la Seguridad Pública;
c) Proteger la integridad física de las personas en circunstancias de riesgo, mediante
operativos de despliegue táctico;
d) Restablecer el orden, en todos aquellos lugares donde la seguridad pública se vea
gravemente amenazada por la presencia de artefactos explosivos, incendiarios, de origen químico o biológico y artículos similares que puedan causar daños a las personas, sus
bienes patrimoniales y el ambiente; y
e) Otras que le sean asignadas por el director general de la Policía Nacional Civil de
conformidad con la ley.

## Organización
Está dividida internamente en:
- - Grupo de Acción Rápida (GAR) encargada de proteger funcionarios públicos y aptos para cualquier operación de inteligencia y rescate

- - Fuerza de Intervención Policial (FIP)
  - Grupo Especial Policial (GEP)

Cada una de las unidades internas está asignada a una tarea en específico como lo es la mayoría para disolver cualquier disturbio ya se en alguna manifestación o un motin dentro de algún centro carcelario del país, también para realizar requisas dentro de los mismos centros carcelarios.
- Datos: Q5811741